# Максимільян Бурстін
Максимільян Бурстін (пол. Maksymilian Burstin; 1888 Львів — березень 1932) — польський архітектор. Навчався в Політехнічній школі у Львові. Практику проходив у Львові та Відні. Служив поручиком у технічних військах генерала Юзефа Галлера. Спільно з архітектором Єжи Струшкевичем провадив власне архітектурне бюро. Член Спілки архітекторів Краківського воєводства.
Роботи
- Житловий будинок на вулиці Фредра, 2 у Львові (співавтор Тадеуш Врубель).
- Житловий будинок на площі Генерала Григоренка, 5 у Львові (співавтор Юзеф Пйонтковський, 1912–1914)[2].
- Пансіонат «Primavera» в Рабці.
- Плебанія в Рабці.
- Пологова клініка на вулиці Коперника, 23 у Кракові (співавтор Єжи Струшкевич).
- «Дім медиків» (співавтор Єжи Струшкевич).
- «Палац преси» (співавтор Єжи Струшкевич)
- Дім «Гірничого братства» у Кракові (співавтор Єжи Струшкевич).
- Дім страхового товариства «Фенікс» у Кракові (виконано два проєкти).

Нереалізовані проєкти
- Конкурсний проєкт нової будівлі Львівського університету на нинішній вулиці Грушевського. Співавтор Адольф Шишко-Богуш. Проєкт отримав високі оцінки фахівців і друге місце на конкурсі (паралельно з двома роботами інших авторів). Відзначено фасад, утворений простими великими масами, не подрібненими декором. Новий корпус добре візуально пов'язано з уже існуючим бароковим костелом святого Миколая поруч. Відзначено також ясний план, хороше вирішення зали засідань.[3] Робота увійшла до виданої того ж року збірки проєктів конкурсу.[4]
- Конкурсний проєкт готелю «Брістоль» у Кракові, I нагорода (1912, співавтори Тадеуш Врубель, Богдан Келлес-Краузе).[5]
- Два конкурсні проєкти Ощадної каси в Сяноку. Обидва відзначені третіми нагородами серед 14 претендентів (1912, співавтори Тадеуш Врубель, Богдан Келлес-Краузе). Проєкти експонувались у приміщенні Технологічного музею у Львові[6].
- Конкурсний проєкт двору родини Влодків у Неговичі. Конкурс організовано 1913 року краківським Колом архітекторів. Серед 56 надісланих робіт проєкт Бурстіна не здобув призових місць, але був відзначений журі[7].
- I нагорода на конкурсі проєктів народного дому імені Вінцентія Вітоса в Кракові (спільно з С. Філіпковським).
- Конкурсний проєкт будинку Каси хворих у Кракові (1925, співавтор Єжи Струшкевич)[8].
- V нагорода на конкурсі ескізних проєктів Бібліотеки ягеллонської у Кракові (1928, спільно з Фридериком Таданіром)[9].